# Pandanus palustris
Pandanus palustris é uma magnoliophyta da família Pandanaceae, endémica em Maurícia, seu hábitat natural é o pântano e está ameaçada por perda de hábitat.